# Polimelo Argeade
Polimelo Argeade, (in greco Πολύμηλος Ἀργεάδης), personaggio dell'Iliade (XVI, vv. 416-418), fu un guerriero troiano. 
Polimelo Argeade fu ucciso da Patroclo nell'azione bellica descritta nel libro XVI dell'Iliade relativo alla battaglia delle navi.
()